# 100 Days
100 Days – bollywoodzki thriller i horror romantyczny z 1991. Reżyserski debiut Parto Ghosh, autora Yugpurush: A Man Who Comes Just Once in a Way. W rolach głównych Madhuri Dixit, Jackie Shroff i Javed Jaffrey. Remake tamilskiego filmu Nooravathunaal (1984).

## Obsada
- Madhuri Dixit jako Devi
- Jackie Shroff jako Ram Kumar
- Laxmikant Berde jako Balam
- Moon Moon Sen jako Rama
- Javed Jaffrey jako Sunil

## Piosenka
- Sun Beliya